# Simulium vernum
Simulium vernum är en tvåvingeart som först beskrevs av Macquart 1826.  Simulium vernum ingår i släktet Simulium och familjen knott. Arten är reproducerande i Sverige. Inga underarter finns listade i Catalogue of Life.